# Pleurocera curta
The shortspire hornsnail (Pleurocera curta)là một loài động vật chân bụng trong họ Pleuroceridae. Nó là loài đặc hữu của Hoa Kỳ.